# Solidaridad Fraccionamiento, Aguascalientes
Solidaridad Fraccionamiento är en ort i Mexiko.   Den ligger i kommunen Calvillo och delstaten Aguascalientes, i den centrala delen av landet, 500 km nordväst om huvudstaden Mexico City. Solidaridad Fraccionamiento ligger 1 671 meter över havet och antalet invånare är 504.
Terrängen runt Solidaridad Fraccionamiento är kuperad åt nordost, men åt sydväst är den platt. Runt Solidaridad Fraccionamiento är det ganska tätbefolkat, med 67 invånare per kvadratkilometer. Närmaste större samhälle är Calvillo, 4,8 km söder om Solidaridad Fraccionamiento. Trakten runt Solidaridad Fraccionamiento består till största delen av jordbruksmark.